# Horaiella kuatunensis
Horaiella kuatunensis är en tvåvingeart som beskrevs av Alexander 1953. Horaiella kuatunensis ingår i släktet Horaiella och familjen fjärilsmyggor. Inga underarter finns listade i Catalogue of Life.